# Qusai Abu Alieh
Qusai Abu Alieh (20 dicembre 1978) è un ex calciatore giordano, di ruolo centrocampista.

## Carriera

### Nazionale
Ha debuttato in Nazionale il 26 agosto 2003, nell'amichevole Giordania-Iraq (2-1). Ha messo a segno la sua prima rete con la maglia della Nazionale il 25 giugno 2004, in Giordania-Iraq (3-1), siglando la rete del momentaneo 3-0 al minuto 76. Ha partecipato, con la Nazionale, alla Coppa d'Asia 2004. Ha collezionato in totale, con la maglia della Nazionale, 61 presenze e una rete.

## Palmarès

### Club

#### Competizioni nazionali
- Campionato giordano di calcio: 6

Al-Faisaly: 1999, 2000, 2001, 2002-2003, 2003-2004, 2009-2010
- Coppa della Giordania: 7

Al-Faisaly: 1998, 1999, 2001, 2002-2003, 2003-2004, 2004-2005, 2007-2008
- Supercoppa della Giordania: 3

Al-Faisaly: 2001-2002, 2003-2004, 2005-2006
- Jordan FA Shield: 2

Al-Faisaly: 2000-2001, 2007-2008

#### Competizioni internazionali
- Coppa dell'AFC: 2

Al-Faisaly: 2004-2005, 2005-2006